# .mr
.mrは国別コードトップレベルドメイン（ccTLD）の一つで、モーリタニアに割り当てられている。登録には直接現地で申し込むことが必要になり、第二レベルドメインに直接割り当てられる。ただし政府機関のみgov.mrに割り当てられ第三レベルドメインを使用する。

## 第二レベルドメイン
以下の第二レベルドメインが存在している。
- .gov.mr: 政府機関用